# Helena Christensenová
Helena Christensenová (* 25. prosince 1968 Kodaň) je bývalá dánská modelka, Andílek Victoria's Secret, královna krásy a fotografka.
Je dcerou dánského otce a peruánské matky.

## Životopis
Pracovala také jako redaktorka pro magazín Nylon jako módní návrhářka a vedoucí charitativní organizace bojující proti rakovině prsu.
Věnuje se i módní fotografii pro světoznámé módní časopisy. V roce 2019 nafotila květnovou obálku pro československou verzi časopisu Vogue s top modelkou Gigi Hadid.
Ze vztahu s Normanem Reedusem má dvacetiletého syna Minguse.